# Foire d'Ousse-Suzan
La foire de la Saint-Michel d'Ousse-Suzan (assemblada de la Sent Miquèu d'Ossa Susan en gascon) est une manifestation commerciale rurale de plein air d'origine médiévale. Elle est inscrite à l'Inventaire du patrimoine culturel immatériel en France au titre des pratiques festives.

## Présentation
Organisée chaque année le 29 septembre, jour de la saint Michel, dans le quartier de Suzan (43° 56′ 50″ N, 0° 43′ 34″ O), à trois kilomètres au sud-est d'Ousse-Suzan, autour de la chapelle romane dédiée à saint Jean Baptiste, cette foire date du XIIe siècle.
Ce type de rassemblements à l'occasion de fêtes patronales, nommées localement « assemblade » (du gascon assemblada), était jadis un des rares moyens de rencontre entre les habitants de la Haute-Lande et jouait un rôle économique, social, commercial, médical et religieux.
On y échangeait non seulement des marchandises, mais aussi des informations, de la main-d'œuvre, des renseignements pratiques où la santé occupait une large place.
La foire de Suzan était la dernière des foires qui se tenaient chaque année dans les Landes, toujours au moment d'une fête religieuse, après celle du 24 juin, jour de la Saint-Jean-Baptiste, à Bouricos.
Ces « assemblades » rythmaient la vie des Gascons. Les habitants des environs se déplaçaient en kas ou bros (charrette ou char) et se retrouvaient sur le site de Suzan d'abord pour des questions religieuses (le culte de saint Michel a toujours été très fort en France). Puis on pouvait se baigner dans les fontaines voisines pour y soigner maux de tête ou rhumatismes. Enfin, les assemblades jouaient un rôle social très fort : elles étaient le lieu de transactions économiques (bétail, marchandise), mais également de renouvellement des contrats de métayage, location de domestiques et d'ouvriers (appelée « louée »).

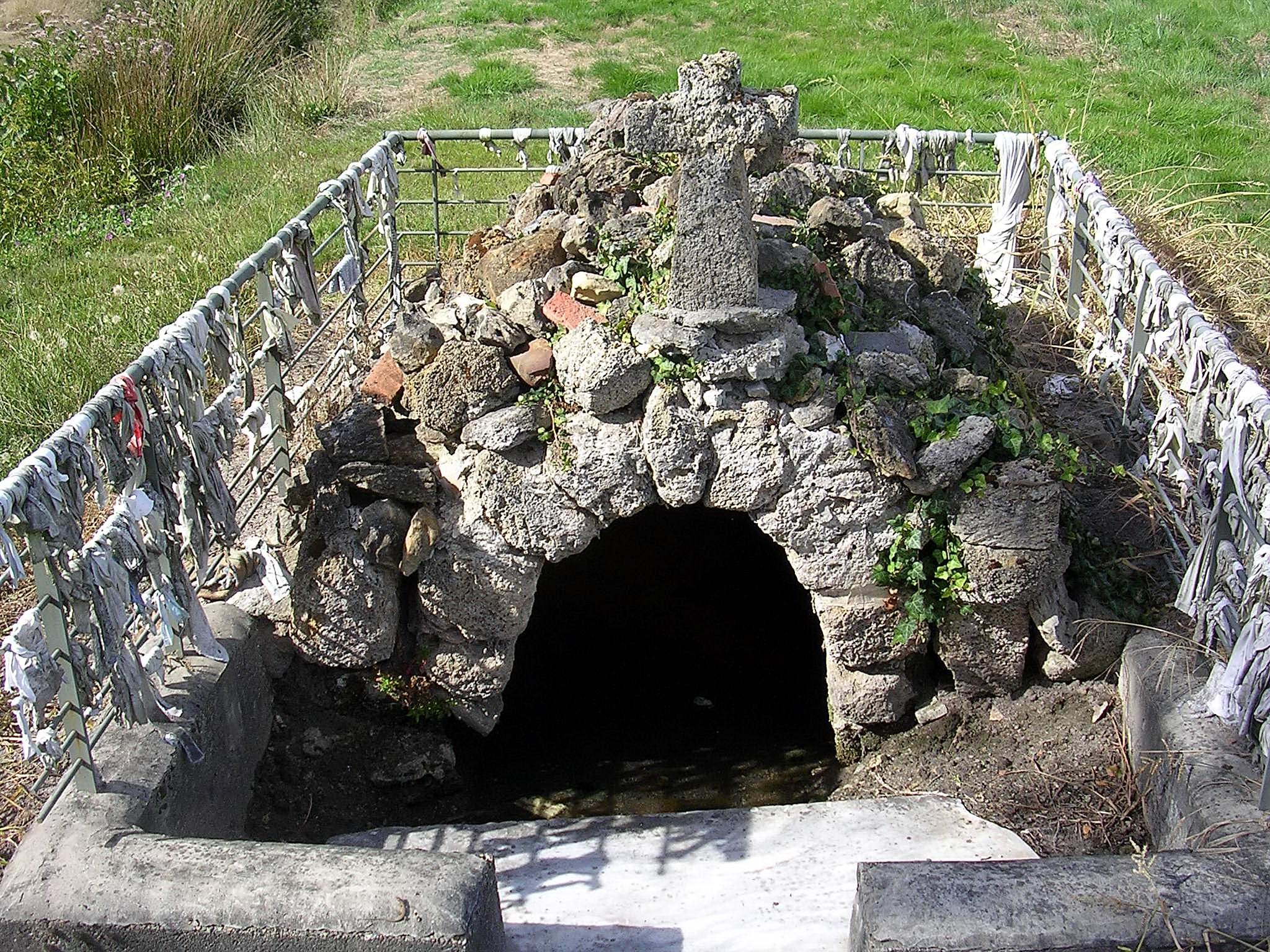
Fontaine saint Jean-Baptiste